# セントレイ
「セントレイ」（日本語発音: [sentoɺei]）は、日本のロックバンド・サカナクションの1作目のシングル。2008年12月10日にビクターエンタテインメント内のレーベル・BabeStar Labelよりリリースされた。

## 背景と制作

山口は、本楽曲で「サカナクションなりの4次元」を表現している。（画像は単純な回転を繰り返す正百二十胞体）

表題曲「セントレイ」は、3rdアルバム『シンシロ』の制作途中に完成した楽曲である。また、本楽曲は、アルバムの中心になる曲として制作されていた。
また、アルバム『GO TO THE FUTURE』『NIGHT FISHING』の収録曲が、ポップ・ミュージックとして制作したものの、結果的にポップ・ミュージックから遠ざかった楽曲に完成したために、本シングルでは、エンターテイメント・ミュージックに重点を置き、一層の需要を目指し制作している。
タイトル「セントレイ」は「1000（セン）と0（レイ）」、つまり「宇宙と自分」と、その「狭間」が繋がっていく軌跡という意味で名付けられた。そのため、楽曲へのアプローチに宇宙や『銀河鉄道999』といった観点を置いている。
バンドのフロントマン・山口一郎は『シンシロ』の制作において、過去作とは異なるアプローチを取ったと語っている。すなわち、いくつかの楽曲の作詞・作曲を行った後、山口はメンバーに1曲ずつ渡し、アレンジを依頼した。アレンジされたデモが持ち込まれた後は、それを元にメンバーと共同で制作された。
表題曲「セントレイ」を担当したのは、ベースの草刈愛美で、草刈に山口から渡されたデモは、山口がアコースティックギターで演奏したセンチメンタルで切ない曲であったが、山口はそれを草刈があまり慣れていない（と山口が考えた）ギター・ロック風にアレンジするよう指定した。
しかし、草刈が書いてきたのは、ストレートなギター・ポップソングであったために、山口と草刈で再編曲をし、バンドらしさと山口の思い浮かべるイメージへと近づけ、最終的にはスタジオでのリハーサルを通して、現在の音楽性を持つ楽曲に編成された。
草刈は、制作過程で最も楽曲として完成している状態のデモを山口の元に持ち込んだメンバーであった。元々草刈は、ギター・ロックやパンク系の楽曲を手がけていた経験があり、本楽曲のアレンジにおいて「初期衝動的な勢いを懐しく思いながら」あたったと述べている。

## 構成
「セントレイ」は、一般的な4分の4拍子で、テンポは132、ホ長調の楽曲である。サウンドは、ギター・ロックにシンセサイザーを組み合わせたもので、楽器構成はギター、ベース、キーボードとドラムスからなる。
また、曲中2度目のAメロのサウンドでは、ダンス・ビートの要素が含まれている。歌の冒頭は、C♯m-A-Am-Eというコード進行であり、サビ部分では、Am-Emaj7-G♯m-E-Aと進行する。

## プロモーションとリリース
本シングルは、2008年11月12日に配信リリースされ、12月10日にビクターエンタテインメントの傘下レーベル・BabeStar LabelよりCDシングルとしてリリースされた。また、本シングルは、BabeStar Labelよりリリースされた最後の作品である。「ネイティブダンサー」から『懐かしい月は新しい月 〜Coupling & Remix works〜』までの作品は、ビクターエンタテインメントからのリリースとなる。
楽曲は、2008年8月26日に小樽にて開催されたロック・フェスティバル「ライジング・サン・ロックフェスティバル」にて、初披露された。また、FMラジオ局にヘヴィー・ローテーションされており、TOKYO FMを含むJFN系列4局、FM PORT、FM802、熊本シティFM、九州朝日放送、CROSS FMといった全国の各ラジオ局でパワープッシュされた。
パワープッシュでは、FMラジオだけではなく、日本テレビ『音楽戦士 MUSIC FIGHTER』やミュージックビデオを含めたパワープッシュとして、RKB毎日放送『チャートバスターズR!』、MTVジャパン『hotseat』にて使用された。
また、オープニング曲やエンディング曲としても使用され、オープニングでは、富山テレビ『bbt music selection』。エンディングでは、KBCテレビ『V3』にて使用された。シングルは、発売を記念としたライブツアー「SEN（千）LIVE」および「REI（零）LIVE」開催されている。チケット価格は、それぞれタイトルの意味の数字の「1000（セン）」と「0（レイ）」にちなんだ価格となっていた。
B面に収録された「Ame(A)」は、コンピレーション・アルバム『懐かしい月は新しい月 〜Coupling & Remix works〜』に収録されている。また、同様B面に収録された「ネイティブダンサー」は、日本のディスクジョッキー・Fantastic Plastic Machineによってリミックスされ、アルバム『VERSUS. JAPANESE ROCK VS FPM SELECTED AND NON-STOP MIXED BY FPM』に収録されている。

## ミュージックビデオ
表題曲「セントレイ」のミュージックビデオは、豊田京太郎が監督を務めた。ビデオは、真っ黒な背景を前に演奏するバンドメンバーの映像から始まり、その後、画面中央に置かれた光源へ向かってカメラが前進する映像に切り替わる。このとき、光源から拡散する光線に沿ってメンバーが画面手前に迫ってくる。
豊田は、楽曲のテーマを聞いて、1次元から4次元へとバンドが旅をするという構想を得た。山口は、豊田にエレクトロニックな曲調にではなく、曲のロックな部分や人間的側面を強調するよう要望したという。

## 評価
- ロッキング・オンの岡崎咲子は「サカナクションの景色が変わった」と評し「バンドの勢いをそのまま示しているようだ」と賞賛している[5]。
- 音楽雑誌『CDJournal』のレビュアーは、本楽曲を、新しいサカナクションスタイル（「サカナ・ギター・ロック」）と評し「変幻自在のサウンド」とそのスタイルを賞賛した[13]。また、サビの山口のボーカルが「繊細で柔らかい声から希望を感じさせる力強い声へと変わる」点に魅力を感じたと述べ「疾走感あふれるキラー・チューン」と評価した。一方で、シングル盤への同誌レビューでは「派手に誇示するタイプではない」としつつも「上質なハイブリッドである」と評している[18]。
- 山田邦子は、タワーレコードの音楽雑誌『bounce』で「疾走感に溢れたギター・ロック的アプローチ」の新鮮さを指摘した[19]。

## 収録曲
| #         | タイトル       | 作詞 | 作曲・編曲 | 時間 |
| --------- | -------------- | ---- | ---------- | ---- |
| 1.        | 「セントレイ」 |      |            | 3:51 |
| 合計時間: | 合計時間:      | 3:51 |            |      |

| 全作詞・作曲: 山口一郎。 |                    |          |            |      |
| #                        | タイトル           | 作詞     | 作曲・編曲 | 時間 |
| 1.                       | 「セントレイ」     | 山口一郎 | 山口一郎   | 3:51 |
| 2.                       | 「Ame(A)」         | 山口一郎 | 山口一郎   | 3:31 |
| 3.                       | 「もどかしい日々」 | 山口一郎 | 山口一郎   | 5:07 |
| 合計時間:                | 合計時間:          | 12:29    |            |      |

| #         | タイトル     | 作詞  | 作曲・編曲 | 時間 |
| --------- | ------------ | ----- | ---------- | ---- |
| 4.        | 「夜の東側」 |       |            | 4:16 |
| 合計時間: | 合計時間:    | 16:54 |            |      |

## チャート
| チャート                                   | 順位 | 出典   |
| ------------------------------------------ | ---- | ------ |
| 日本・Billboard Adult Contemporary Airplay | 45   | [ 20 ] |
| 日本・Billboard JAPAN Hot 100              | 9    | [ 21 ] |
| オリコンシングルチャート                   | 35   | [ 22 ] |

### 売り上げ
| 集計団体 | 売り上げ/枚 | 出典   |
| -------- | ----------- | ------ |
| オリコン | 6,000       | [ 23 ] |

## 発売日一覧
| 国/地域 | 発売/発信元                             | 発売日         | 規格                   | 規格品番     | 出典          |
| ------- | --------------------------------------- | -------------- | ---------------------- | ------------ | ------------- |
| 日本    | BabeStar Label ビクターエンタテイメント | 2008年11月12日 | デジタル・ダウンロード | VEAML-22686  | [ 8 ] [ 24 ]  |
| 日本    | BabeStar Label ビクターエンタテイメント | 2008年12月10日 | CD                     | VEAML-22686  | [ 25 ] [ 26 ] |
| 日本    | BabeStar Label ビクターエンタテイメント | 2008年12月17日 | レンタルCD             | VICB-35013/4 | [ 27 ]        |
| 韓国    | J-Box Entertainment                     | 2009年4月13日  | デジタル・ダウンロード | N/A          | [ 28 ]        |

## ライブ映像作品
| タイトル   | 作品名                                                                               |
| ---------- | ------------------------------------------------------------------------------------ |
| セントレイ | SAKANAQUARIUM 2010 (B)                                                               |
| セントレイ | SAKANAQUARIUM 2010 (C)                                                               |
| セントレイ | SAKANAQUARIUM 2011 DocumentaLy -LIVE at MAKUHARI MESSE-                              |
| セントレイ | SAKANATRIBE 2014 -LIVE at TOKYO DOME CITY HALL-                                      |
| セントレイ | SAKANAQUARIUM 2015-2016 "NF Records launch tour" -LIVE at NIPPON BUDOKAN 2015.10.27- |